# عبدالله علیخانی
عبدالله علیخانی (زاده ۱ دی ۱۳۲۸ در شهرری) تهیه‌کننده اهل ایران است. وی از فروردین ۱۳۴۷ به عنوان ناظر مالی در پارسا فیلم شروع به کار کرد که از این طریق وارد عرصهٔ سینما شد. در مهرماه ۱۳۵۸ پولیدو فیلم تأسیس گردید که در سال ۱۳۶۵ به پویا فیلم تغییرنام پیدا کرد و سپس در سال ۱۳۷۱ به مؤسسه پویا عصر فیلم تغییر یافت.

## تهیه‌کننده
| عنوان فیلم       | سال ساخت  |
| ---------------- | --------- |
| مردی که موش شد   | ۱۳۶۴      |
| تشکیلات          | ۱۳۶۵      |
| تیغ آفتاب        | ۱۳۶۹      |
| شانس زندگی       | ۱۳۷۰      |
| آواز تهران       | ۱۳۷۰      |
| قافله            | ۱۳۷۱      |
| دو روی سکه       | ۱۳۷۱      |
| نیش              | ۱۳۷۳      |
| تحفه هند         | ۱۳۷۳      |
| بهشت پنهان       | ۱۳۷۳      |
| گروگان           | ۱۳۷۴      |
| پاکباخته         | ۱۳۷۴      |
| عقرب             | ۱۳۷۵      |
| زخمی             | ۱۳۷۶      |
| دوستان           | ۱۳۷۸      |
| شب‌های تهران      | ۱۳۷۹      |
| تکیه برباد       | ۱۳۷۹      |
| آواز قو          | ۱۳۷۹      |
| عطش              | ۱۳۸۱      |
| رز زرد           | ۱۳۸۱      |
| کما              | ۱۳۸۲      |
| شارلاتان         | ۳۱۸۳      |
| عروس فراری       | ۱۳۸۳      |
| سوغات فرنگ       | ۱۳۸۴      |
| مهمان            | ۱۳۸۵      |
| کلاغ پر          | ۱۳۸۶      |
| زن‌ها فرشته‌اند    | ۱۳۸۶      |
| آقای هفت رنگ     | ۱۳۸۷      |
| سلام بر عشق      | ۱۳۸۸      |
| دردسر بزرگ       | ۱۳۸۹      |
| دختر شاه پریون   | ۱۳۸۹      |
| زندگی خصوصی      | ۱۳۹۰      |
| پس کوچه‌های شمرون | ۱۳۹۱      |
| رژیم طلایی       | ۱۳۹۱      |
| نازنین           | ۱۳۹۲      |
| مستانه           | ۱۳۹۳–۱۳۹۲ |
| شانس، عشق، تصادف | ۱۳۹۳      |
| آب‌نبات چوبی      | ۱۳۹۴      |
| آس و پاس         | ۱۳۹۴      |
| پا تو کفش من نکن | ۱۳۹۴      |
| خالتور           | ۱۳۹۶      |
| دشمن زن          | ۱۳۹۶      |
| مفت‌بر            | ۱۴۰۲      |
| ناجورها          | ۱۴۰۳      |